# 约瑟芬·利普斯
约瑟芬·利普斯（英語：Josephine Lips，1976年7月8日—），澳大利亚前女子赛艇运动员。她曾代表澳大利亚参加2001年世界赛艇锦标赛，获得女子轻量级四人双桨金牌。